# Ussel, Corrèze
Ussel este o comună în departamentul Corrèze din centrul Franței. În 2009 avea o populație de 10.226 de locuitori.

## Evoluția populației
| An        | 1975   | 1982   | 1990   | 1999   | 2006   | 2009   |
| --------- | ------ | ------ | ------ | ------ | ------ | ------ |
| Populație | 10.664 | 11.765 | 11.448 | 10.753 | 10.250 | 10.226 |